# Rendez-vous (filme)
Rendez-vous (bra: Rendez-Vous; prt: Rendez-Vous - Encontro ou Encontro) é um filme francês de 1985, do gênero drama romântico, dirigido por André Téchiné.

## Sinopse
Uma actriz secundária, de costumes muito livres, apaixona-se por um estranho homem que a seduz mas, ao mesmo tempo, a aterroriza. Esta paixão desencadeia um drama que afecta o destino da actriz e dos que a rodeiam.

## Elenco
- Juliette Binoche.... Nina/Ane Larrieux
- Lambert Wilson.... Quentin
- Wadeck Stanczak.... Paulot
- Jean-Louis Trintignant… Scrutzler
- Dominique Lavanant.... Gertrude

## Prémios e nomeações
Festival de Cannes 1985 (França)
- Venceu - Prêmio de direção[4]
- Indicado -  Palma de Ouro (melhor filme)[4]

Prêmio César 1986 (França)
- Venceu - Ator revelação (Wadeck Stancza)[5]
- Indicado
  - Melhor ator (Lambert Wilson)[5]
  - Melhor atriz (Juliette Binoche)[5]
  - Melhor fotografia[5]
  - Melhor figurino[5]
  - Melhor som[5]
  - Melhor roteiro (original ou adaptado)[5]